# Marie-Claire Foblets
Marie-Claire Simone France Ghislaine barones Foblets (Brasschaat, 4 november 1959) is een Belgische jurist en antropoloog, gewoon hoogleraar aan de Katholieke Universiteit Leuven, met onderzoeksdomeinen interculturaliteit, migratie en minderheden.
Ze leidt het Instituut voor Vreemdelingenrecht en Rechtsantropologie aan de rechtsfaculteit en was ook verbonden aan het Interculturalism, Migration and Minorities Research Centre van de faculteit Sociale Wetenschappen.
In 2004 werd zij de laureaat van de Francquiprijs. In 2007 werd zij opgenomen in de Belgische adel, met de clausule dat ook eventuele kinderen uit haar huwelijk met Jan Velaers erfelijke adeldom zouden verkrijgen, en waarbij haar echtgenoot tevens toestemming verleend werd de titel van baron voor zijn naam te dragen.
In 2010 was ze voorzitster van de "Rondetafels van de Interculturaliteit", een initiatief van de Belgische federale minister Joëlle Milquet. Deze rondetafels stelden voor om alle christelijke feestdagen, op Kerstmis na, van de kalender van de wettelijke feestdagen te schrappen om ze te vervangen door drie nieuwe verplichte feestdagen: de Internationale Vrouwendag (8 maart), de Internationale Dag tegen het Racisme (21 maart) en de Werelddag van de Culturele Diversiteit (21 mei), met daarnaast nog twee vrij te kiezen feestdagen volgens eenieders overtuiging. Nadat ook het voorstel om de Holocaust uit de negationismewetgeving te halen bekend was geraakt, nam Joelle Milquet afstand van de conclusies.
In januari 2017 kwam ze in opspraak wegens haar uitnodiging om Norman Finkelstein, politiek wetenschapper en activist voor Palestijnse vrijheid, als spreker te ontvangen op het Max Planck Instituut in Halle, waar ze directeur was. De zaak werd in het parlement besproken en de regering berispte het instituut.
Ze is gehuwd met prof. dr. Jan Velaers.
- Bibsys: 1028194
- Bibliothèque nationale de France: cb124701465 (data)
- Gemeinsame Normdatei: 141800046
- International Standard Name Identifier: 0000 0001 0914 0921
- Library of Congress Control Number: n95117446
- Nationale Bibliotheek van Letland: 000334973
- Nationale Bibliotheek van Tsjechië: jx20050303004
- Nationale Bibliotheek van Israël: 987007452320105171
- Nederlandse Thesaurus van Auteursnamen: 088221040
- Istituto Centrale per il Catalogo Unico: TO0V172923
- Système universitaire de documentation: 033890293
- Virtual International Authority File: 71491074
- WorldCat: E39PBJckMCQQD4Gjc9Rqrdq84q